# Kelemen Hajnal
Kelemen Hajnal (született Fazakas) (Nyárádszereda, 1960. szeptember 22. –) erdélyi magyar gyógyszerész, kutató, egyetemi oktató.

## Életútja
1979-ben érettségizett Sepsiszentgyörgyön az Olt Szaklíceumban, egyetemi tanulmányait a Marosvásárhelyi Orvosi és Gyógyszerészeti Egyetem (MOGYE) Gyógyszerészeti Karán végezte 1985-ben.
Három évig a Marosvásárhelyi Gyógyszerközpont 1-es számú gyógyszertárában, ezután ugyancsak három évig az AESCULAP Gyógyszervállalat Galenikai laboratóriumában dolgozott gyógyszerészként.
1992-től a MOGYE Gyógyszerészeti Karának Gyógyszerészeti Kémia Tanszékén egyetemi tanársegéd, egyetemi adjunktus (1997-től), egyetemi docens (2005-től); szakgyógyszerész (1996-tól), főgyógyszerész Gyógyszerészeti Laboratórium szakban (2001-től).
Gyógyszerésztudományok doktora (2002-től), habilitáció (2017-ben), egyetemi tanár (2020-ban). 2014-ben a Pápai Páriz Ferenc Alapítvány díját kapta.

## Kutatási területe
Gyógyszerészeti kémia, gyógyszeranalitika, gyógyszerstabilitás, elválasztástechnikák kidolgozása.

## Tudományos munkássága
Több mint 100 tudományos dolgozatát hazai – Acta Medica Marisiensis, EME Orvostudományi Értesítő, Farmacia, Revista de Chimie, Revista de Medicină şi Farmacie – Orvosi és Gyógyszerészeti Szemle, STUDIA UBB CHEMIA – és külföldi – Acta Pharmaceutica Hungarica, Advanced Pharmaceutical Bulletin, Brazilian Journal of Pharmaceutical Science, Current Issues in Pharmacy and Medical Sciences, Gyógyszerészet, IOP Conference Series: Materials Science and Engineering, Journal of Chilean Chemical Society, Journal of Inclusion Phenomena and Macrocyclic Chemistry, Journal of Planar Chromatography, Macedonian Journal of Chemistry and Chemical Engineering, J. Serb. Chem. Soc., Saudi Pharmaceutical Journal – szaklapok közlik.
Számos hazai és nemzetközi kongresszus, konferencia és továbbképző résztvevője.
Kutatási ösztöndíjak: (Budapest, Debrecen, Pécs, Szeged, Chișinău), a Domus Hungarica Atrium et Scientiarum, HTMÖP, Erasmus valamint a CEEPUS – program keretében.

### Egyetemi jegyzetei (válogatás)
- Chimie farmaceutică. Chimioterapice cu specificitate limitată, (Marosvásárhely, 2011)
- Gyógyszerészeti kémia, Szervetlen gyógyszervegyületek, (Marosvásárhely, 2009)
- Kelemen H, Gyéresi Á. Gyógyszerészeti kémia, Szervetlen gyógyszeres anyagok, (Marosvásárhely, 2002)

### Szakkönyvei (válogatás)
- Gyógyszerészeti kémia. Központi idegrendszerre ható gyógyszerek, (Marosvásárhely, 2016)
- Gyógyszerészeti kémia. Korlátozott, sajátos hatású kemoterapeutikumok, (Marosvásárhely, 2015)
- Specifikus hatású kemoterápiás szerek, (Marosvásárhely, 2004)
- Gyógyszerészeti kémia; Kis hatásszélességű kemoterápiás szerek, (Marosvásárhely, 2004)
- Kelemen H, Gyéresi Á. Szervetlen gyógyszerészeti kémia, (Marosvásárhely, 2003)
- Gyéresi Á, Hancu G, Kelemen H. Specifikus állatgyógyászati szerek, (szerkesztette Gyéresi Á.), (Bukarest 2016)

## Társasági tagság
- Erdélyi Múzeum Egyesület
- Magyar Gyógyszerésztudományi Társaság
- Romániai Gyógyszerészek Tudományos Társasága
- Kolozsvári Akadémiai Bizottság Gyógyszerésztudományi szakbizottság (titkár 2011-2017)